# トロムソ
トロムソ（ノルウェー語: Tromsø [ˈtrʊmsø] ( 音声ファイル)、北部サーミ語: Romsa）はノルウェー北部トロムス県に位置する都市。トロムセ、トロムセーとも表記する。ノルウェー北部地方およびトロムス県の中心都市であり、いわゆるラップランドの中ではムルマンスクに次いで第2の規模の都市である。北極圏内に位置するが、メキシコ湾流の影響で同緯度の他の地域と比べれば気候は穏やかである。水産業の街であるとともに学術都市であり、白夜やオーロラといった北極圏特有の自然を体験できる観光地でもある。

## 地理
トロムソは北極圏に入って350 kmほどのところにある小さなトロムス島（Tromsøya）を中心とし、西側の島々と東側の本土とを合わせた地域を管轄する自治体である。自治体としてはカールソイ（北東）・リンゲン（東）・ストーフィヨール（南東）・バールスフィヨール（南）・センヤ（南西）と接する。
トロムス島は21 km2の小さな島で、中央部にプレスト湖があり、最高点は北部のVarden（標高159m）である。中心市街は島の南東に位置しているが、島のほとんどが市街化されている。ただし、南北に連なる丘陵地帯には森林が残され、西岸には農地もある。自治体人口の半数はこの島に居住しており、人口密度は1平方キロメートルあたり1,500人ほどである。
西側のクヴァル島（Kvaløya、「鯨島」の意）はノルウェーで5番目に大きな島（737 km2）である。山がちな島で最高点はStore Blåmann（標高1,044m）。トロムス島とはサンネス海峡橋（1,220m）により接続している。橋の近くにはKvaløyaslettaという市街地があり、南西にむかって住宅地が海岸沿いで拡大しつつある。トロムソ管轄地域には北側のRingvassøya島とRebbenesøya島のそれぞれ一部が含まれ、さらにSommarøya島、Hillesøya島、Vengsøya島、Håkøya島といった小さな島々と、そのほかいくつもの無人島がある。
東側の本土はサーミ語でStuoranjargaという名の半島で、トロムス島とはトロムソ橋（1,016m）およびトロムソ海峡トンネル（3,500m）で接続されており、トロムスダーレンやトマショルドといった市街地がある。さらにUllsフィヨルドを挟んでリンゲン半島の付け根西岸と、トロムス島南方のマーランゲン半島の先端部分がトロムソの管轄地域に含まれている。リンゲンとの境界はLyngsalpanという山脈になっており、トロムス県の最高峰Jiehkkevárri（1,833m）がある。

### 気候
トロムソは亜寒帯湿潤気候（Dfc）である。秋から初冬にかけて降雨が多く、永久凍土もない点は北極圏において珍しく、北方海洋性気候（maritime subarctic, oceanic boreal）という呼び方をする場合がある。ノルウェーでは降雪の多い地として有名であるが、これは年により差が大きい。1997年に240cmという最多積雪の記録がある。
北大西洋海流によって暖められるため気温が高く、1月の平均最高気温は-1.1℃となる。史上最低気温は-22.0℃である。夏は涼しく、7月の平均気温は12.2℃しかない。日中の気温は通常これより暖かいが、9°Cから25°Cまでばらつく。1972年の夏には史上最高気温30.2℃を記録している。通年で最も暖かかったのは2011年であり、年平均気温が例年3.3℃のところ4.5℃であった。トロムソ郊外は森林限界を越えており高山性の気候である。
| トロムソ（1991～2020）の気候 | トロムソ（1991～2020）の気候 | トロムソ（1991～2020）の気候 | トロムソ（1991～2020）の気候 | トロムソ（1991～2020）の気候 | トロムソ（1991～2020）の気候 | トロムソ（1991～2020）の気候 | トロムソ（1991～2020）の気候 | トロムソ（1991～2020）の気候 | トロムソ（1991～2020）の気候 | トロムソ（1991～2020）の気候 | トロムソ（1991～2020）の気候 | トロムソ（1991～2020）の気候 | トロムソ（1991～2020）の気候 |
| 月                           | 1月                          | 2月                          | 3月                          | 4月                          | 5月                          | 6月                          | 7月                          | 8月                          | 9月                          | 10月                         | 11月                         | 12月                         | 年                           |
| ---------------------------- | ---------------------------- | ---------------------------- | ---------------------------- | ---------------------------- | ---------------------------- | ---------------------------- | ---------------------------- | ---------------------------- | ---------------------------- | ---------------------------- | ---------------------------- | ---------------------------- | ---------------------------- |
| 最高気温記録 °C （°F）       | 8.4 (47.1)                   | 8.2 (46.8)                   | 9.1 (48.4)                   | 17.0 (62.6)                  | 26.6 (79.9)                  | 29.5 (85.1)                  | 30.2 (86.4)                  | 28.4 (83.1)                  | 22.4 (72.3)                  | 18.6 (65.5)                  | 11.9 (53.4)                  | 9.7 (49.5)                   | 30.2 (86.4)                  |
| 平均最高気温 °C （°F）       | −1.1 (30)                    | −1.1 (30)                    | 0.6 (33.1)                   | 4.2 (39.6)                   | 8.8 (47.8)                   | 12.9 (55.2)                  | 16.4 (61.5)                  | 14.8 (58.6)                  | 10.7 (51.3)                  | 5.2 (41.4)                   | 2.1 (35.8)                   | 0.3 (32.5)                   | 6.2 (43.2)                   |
| 日平均気温 °C （°F）         | −3.1 (26.4)                  | −3.3 (26.1)                  | −2.0 (28.4)                  | 1.1 (34)                     | 5.3 (41.5)                   | 9.2 (48.6)                   | 12.2 (54)                    | 11.1 (52)                    | 7.7 (45.9)                   | 3.0 (37.4)                   | 0.2 (32.4)                   | −1.7 (28.9)                  | 3.3 (37.9)                   |
| 平均最低気温 °C （°F）       | −5.1 (22.8)                  | −5.5 (22.1)                  | −4.3 (24.3)                  | −1.6 (29.1)                  | 2.4 (36.3)                   | 6.2 (43.2)                   | 9.0 (48.2)                   | 8.3 (46.9)                   | 5.2 (41.4)                   | 1.0 (33.8)                   | −1.6 (29.1)                  | −3.7 (25.3)                  | 0.9 (33.6)                   |
| 最低気温記録 °C （°F）       | −18.3 (−0.9)                 | −18.4 (−1.1)                 | −22.0 (−7.6)                 | −14.3 (6.3)                  | −8.6 (16.5)                  | −2.5 (27.5)                  | 0.7 (33.3)                   | −1.6 (29.1)                  | −4.4 (24.1)                  | −12.8 (9)                    | −21.1 (−6)                   | −16.8 (1.8)                  | −22 (−7.6)                   |
| 降水量 mm （inch）           | 98.8 (3.89)                  | 86.0 (3.386)                 | 85.7 (3.374)                 | 64.6 (2.543)                 | 52.2 (2.055)                 | 53.8 (2.118)                 | 71.7 (2.823)                 | 81.9 (3.224)                 | 103.1 (4.059)                | 123.3 (4.854)                | 86.9 (3.421)                 | 105.2 (4.142)                | 1,013.2 (39.889)             |
| [ 要出典 ]                   |                              |                              |                              |                              |                              |                              |                              |                              |                              |                              |                              |                              |                              |

### 日照

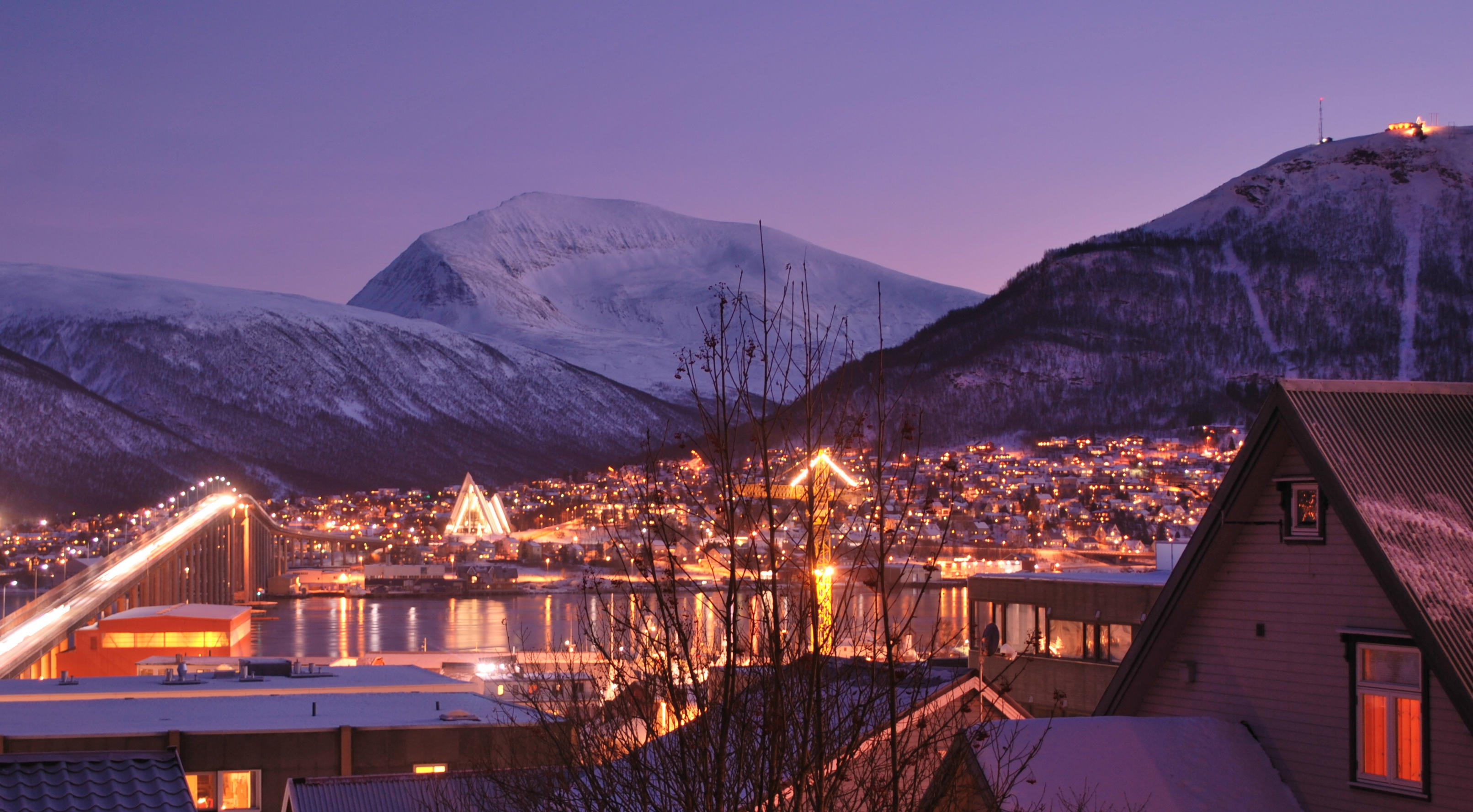
極夜のトロムソ市街（正午過ぎ）

極夜はおよそ11月下旬から1月中旬まで続くが、冬至であっても薄明が数時間あり、暗闇が完全に続くわけではない。極夜が明けると夜がすぐに短くなり、2月下旬には朝8時から夕方4時まで日照がある。2月下旬から雪解け（4月下旬ごろ）までは積雪と日照が組み合わさるため非常にまぶしくなる。その劇的な差にちなんで、ノルウェー人は冬をMørketid（暗期）とSeinvinter（晩冬）とに分けて呼ぶことが多い。
一方、白夜はおよそ5月中旬から7月下旬まで続く。トロムソはオーロラを観測するには絶好の土地であるが、4月下旬から8月中旬までは薄明と白夜によって暗黒にならないためオーロラを見ることはできない。

## 歴史
最終氷期が終わったころから人間が定住しており、確認できる最古の文化はサーミ人によるものである。9世紀になるとヴァイキングが進出し、当時イングランドのアルフレッド大王に謁見して北欧についての知見を伝えたハロガランドのオッタル（Ottar fra Hålogaland）という冒険者は、現在のトロムソの南あたりに住んでいたとされる。
ホーコン4世治世の1252年に最初の教会Ecclesia Sanctae Mariae de Trums juxta paganosが建立されたという記事がトロムソに直接言及した最初の文献である。当時最北端のキリスト教会であり、信仰と交易のために周囲から人々が集まる拠点として機能していたと考えられる。このころカレリアやロシアの侵入に抵抗するためにSkansenという砦が築かれた。

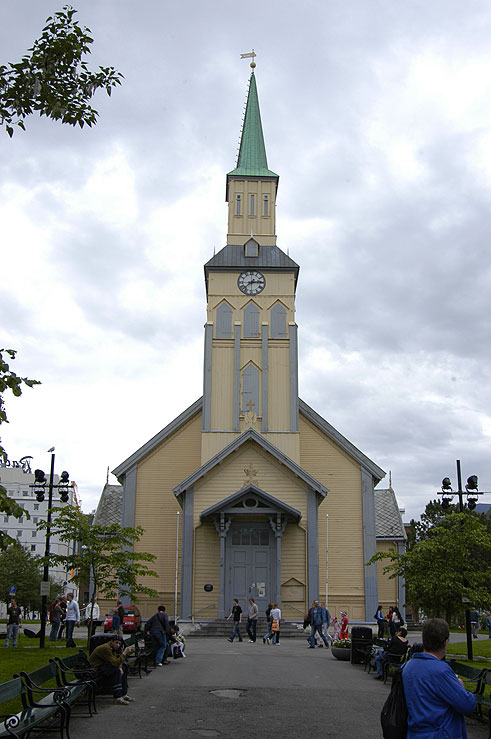
トロムソ大聖堂

1789年、ベルゲンの独占貿易体制が崩れ、1794年にデンマーク王クリスチャン7世から交易特権を得た。このときの住民はわずか80名ほどであったが、まもなく重要性が増して、1804年にはハロガランド司教区が設立された。1812年、ナポレオン戦争に関連してイギリス軍の攻撃を受けるが市内は安全に保たれた。1838年に全国的な地方自治体（Formannskapsdistrikt）制度に組み込まれる。
19世紀に北極圏での狩猟や漁業が活発化するとその交易拠点となり、東はアルハンゲリスクから西はボルドーまでと交易していた。また19世紀の終わりには北極探検の出発点としても有名になった。ロアール・アムンセン、ウンベルト・ノビレ、フリチョフ・ナンセンといった探検家たちはトロムソで北極圏についての経験を積み、また隊員を募ったりした。こうした活動にともない街は発展し「北のパリ」と呼ばれるようになる。1848年には師範学校、造船所、トロムソ大学の前身となるトロムソ博物館が開かれ、1877年にはマック醸造所ができた。1927年にはオーロラ観測台が設立された。
第二次世界大戦中の1940年4月9日、ナチス・ドイツが北欧侵攻を断行し、まもなくノルウェー南部の諸都市は占領されてしまう。北部地方の指揮官であったカール・グスタフ・フライシャーはヴァドソーに滞在中であったが悪天候のため身動きがとれず、翌日トロムソに移動して軍民の総動員を命じた。4月29日にイギリス海軍の軽巡洋艦グラスゴーに乗り、国王ホーコン7世をはじめとする政府がモルデ経由で脱出してきた。彼らはトロムソに臨時政府を置いたが、イギリス海軍が撤退することになり、6月7日に重巡洋艦デヴォンシャーに乗ってイギリスに亡命。トロムソはナチス・ドイツおよびその傀儡政権の支配下に入った。結局、1944年11月にHåkøya島南岸に停泊していたドイツ海軍の戦艦ティルピッツが撃沈され、兵士1,000名ほどが戦死したことを除けば戦渦に巻き込まれることはなかった。
戦後、トロムソは無傷であったために、フィンマルク県からの難民を大勢受け入れた一方、物資が他都市に投入されて成長が停滞した。しかし、1964年にトロムソ空港が開港、1972年にトロムソ大学が開設されて、水産業および学術の都市として急速に発展する。1964年、TromsøysundとウルスフィヨルドおよびHillesøyの大部分を合併して現在にいたる。

### 名前の由来
トロムソという名前の起源には諸説ありよくわかっていない。ノルウェーにはTromsaという名の島や川が散見されるため、「水流」を意味する古ノルド語: straumrから印欧語によくあるs-mobileという現象で、sが欠落した語に由来するという説がある。また、西隣のクヴァル島にTrommaという特徴的な山があるため、当初はこちらがトロムス島であり、それに対して「小さいトロムス島」と呼ばれていたのが縮まったという説もある。サーミ語での名称Romsaはノルド語からの借用語で、音韻規則によって語頭のtが欠落したものであると考えられている。ノルウェー語での名前がサーミ語での名前に由来するという説もあるが、その場合、Romsaの起源は説明されないままである。

### 紋章
トナカイの意匠は1870年まで遡るが、現在の紋章はHallvard Trætteberg（1898–1987）が作成し1941年に採用されたものである。ノルウェーでトナカイやその角をあしらった紋章を使用する地方自治体は、他にEidfjord、Porsanger、Rendalen、Vadsø、Vågåの5つがある。

## 行政
最高機関は市議会（Bystyret）であり、これが行政執行委員会（Formannskap）と5つの常任委員会のメンバーを選出する議会統治制となっている。現在第1党は労働党である。オスロやベルゲンで実施されているような議院内閣制を導入すべきかどうかについては議論があり、労働党、自由党、保守党、進歩党は推進しているが、社会主義左翼党は反対している。
北トロムス地方裁判所（tingrett）・ハロガランド高等裁判所（lagmannsrett）がある。

## 人口
ノルウェー人の他に代表的な少数民族としてサーミ人が暮らしている。サーミ語はかつてはトロムソ中で使われていたが、1900年代のノルウェー語化運動により使われなくなっていった。現在のサーミ語話者たちは、おもにノルウェー北部の他の地域からきた人々である。サーミ人向けの幼稚園やサーミ語による学級があり、また、ウルスフィヨルドにはサーミ語センターができるなどしている。他にロシア人や、土着（Kven）および移民のフィン人をはじめとして、100以上の国籍を持つ人々が暮らしている。
カトリック教会の信徒は350名余りしかいないが、カトリック教会の最北の司教座聖堂もあり、ヨハネ・パウロ2世が1989年にこの小さな教会に滞在した。世界最北のモスクも存在している。

## 経済

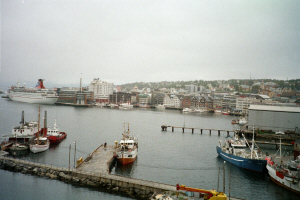
トロムソの港

トロムソの企業のうち収益が大きいものは、貯蓄銀行SpareBank 1 Nord-Norgeと漁業組合の販売部門Norges Råfisklagである。電力会社Troms Kraftも重要である。製造業は比較的乏しく、就労人口の4%ほどが従事しているに過ぎない。飲料メーカーMacks Ølbryggeriはこの街で最も有名なブランドであるが、それ以外にはコンピュータ産業、オイルフェンス製造、化粧品に使われるキトサンの抽出などが挙げられる。水産業は今もなお極めて重要でKaldfjord、Sommarøy、Tromvik、Kvaløyvågenなどでは様々な魚介が大量に水揚げされている。ノルウェーの水産輸出品のかなりの部分がトロムソから出荷されており、企業だけでなくノルウェーの水産輸出公社（Eksportutvalget for fisk, EFF）も本部はトロムソに存在する。Kongsbergグループの2社が衛星からの情報を受信している。
雇用の半数は政府関連の職で占められている。この都市で最大の雇用主は北ノルウェー大学病院（Universitetssykehuset Nord-Norge , UNN）でおよそ5,000人の従業員がいる。また2,500人を雇用するトロムソ大学をはじめとして、ノルウェー北極研究所、トロムス県庁および審議会、その他の研究機関などがある。

## 教育
1972年にトロムソ大学ができてから、ノルウェー北部地方の学術都市として発展している。トロムソ大学は、かつては世界最北の大学であった（現在の世界最北はスピッツベルゲン島のUniversity Centre in Svalbard）。トロムソ大学以外にも、各種専門職を養成する専門学校が数校存在している。
公立の義務教育機関は、小学校が市街地に20校、郊外に5校、中学校が市街地に8校、小中学併設校が郊外に10校ある。また、中等教育機関として、トロムス県が運営するTromsdalen高等学校・Tromsø海事学校・Breivang高等学校・Breivika高等学校・Kongsbakken高等学校・Kvaløya高等学校と、私立ギムナジウムFrisvold Privatgymnasがある。

## 交通機関

### 空港
中心市街から3kmほどの至近距離にトロムソ空港がある。1日12便のオスロ便をはじめとしてノルウェー各地への定期便があり、とくにフィンマルク県への航空ネットワークのハブとして機能している。国際線も存在する。

### 鉄道

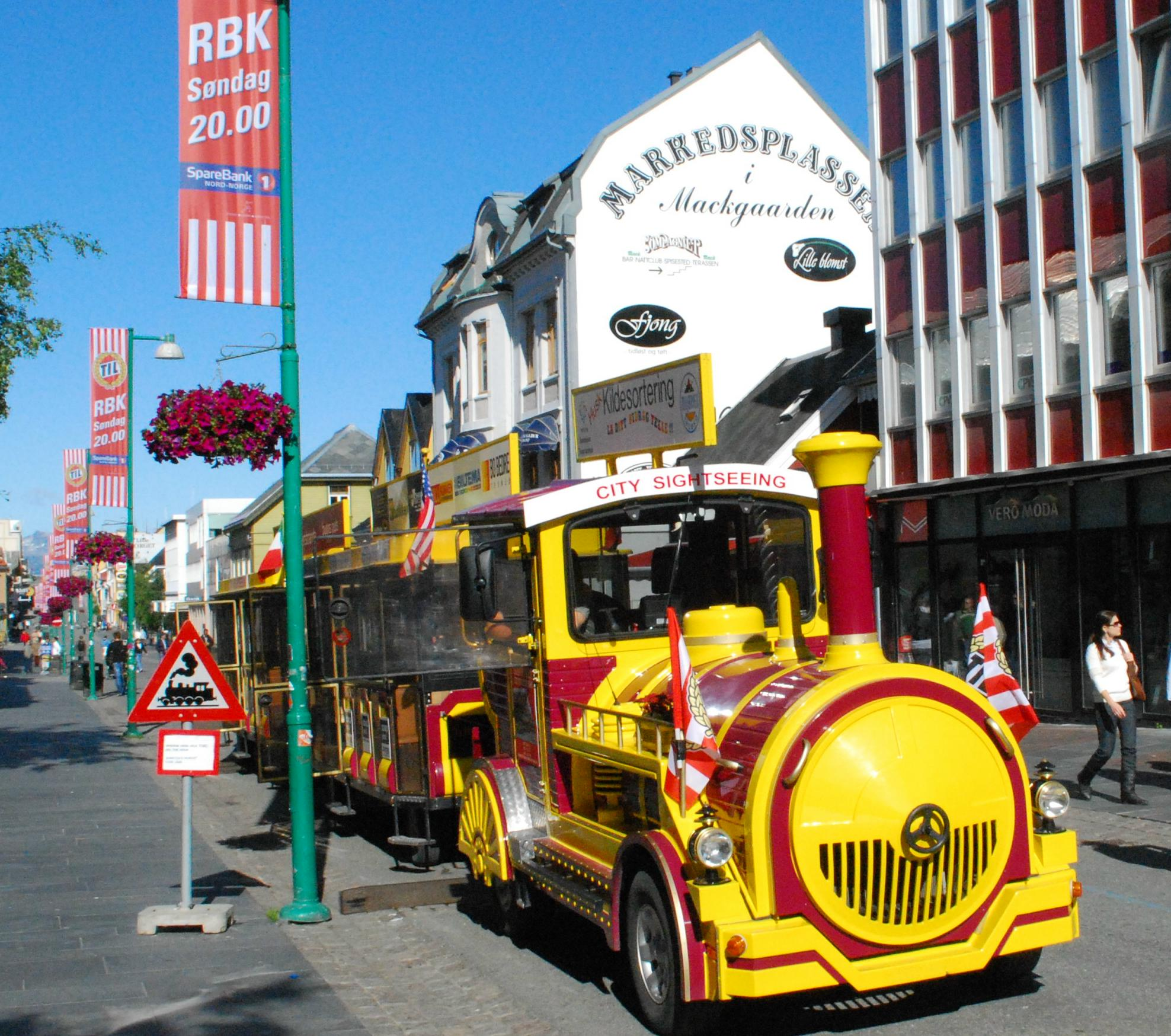
駅をモチーフにしたクラブや汽車を模したバスはあるが鉄道はない

鉄道はない。ノルウェー北部地方に鉄道を敷く構想は1800年代からあり、第2次世界大戦中にドイツ軍がヌールラン線（トロンハイム～ファウスケ）を延伸する工事に着手したが未成に終わった。戦後、ヌールラン線がボードーに向けて延伸された後、ナルヴィクあるいはトロムソまでの延伸が何度も議論になったが、実行に移されないまま今日にいたる。

### 航路
沿岸急行船（ベルゲン～ヒルケネス）が毎日寄港している。トロムソは多島海に位置するため、フェリー航路が各種開かれている。

### バス
市内路線バスのほか、空港急行バス、長距離バスなどをCominor社が運行している。

### 道路
フィンランド南部のトゥルクに至る欧州自動車道路の起点である。トロムソ大学そばからトロムソ海峡トンネルをくぐり、半島を横断してフィンランドの西海岸を南下する。途中、Balsfjordでノルウェーを縦断する欧州自動車道路と交差する。

## 文化
ノルウェー北部で最大の都市であるため、文化の中心地でもある。1840年頃からトロムソは「北のパリ」と呼ばれるようになった。ドイツ人Georg Hartungは旅行記に「ストックホルムはスカンジナビアのパリにあたる。それより北ではトロムソだけがそういえる。」と記している。当時パリは世界の中心であったため、あらゆる都市でなにかをパリと比べることがよく行われていた。しかしそれだけではなく、水産業からもたらされる資金がトロムソに集中し経済成長と消費拡大が進んだため、流行の衣服などをオスロからではなく大陸から直接輸入することが珍しくなかったことも理由のひとつである。
トロムソ交響楽団の音楽会やハロガランド劇団による公演などの文化活動はKulturhusetで行われる。美術館もいくつかあり、なかでも北ノルウェー美術館Nordnorsk Kunstmuseumやトロムソ現代美術ギャラリーTromsø Kunstforeningは大規模である。1916年に建てられたノルウェー最古の映画館Verdensteatretは現在も使われており、1921年に地元の画家Sverre Mackが民話やおとぎ話の情景を描いた巨大な壁画がある。市庁舎には映画館Fokus Kinoやトロムソ図書館が同居している。
現在はトロムソ大学を中心として学生の多い街であることから、様々な若者文化が盛んになっている。トロムソ大学の学生により学生文化会館drivが運営されており、様々なイベントで利用されている。多くのエレクトロアーティストの出身地であり、また1980年代後半においてはノルウェーのハウスやテクノの中心地でもあった。国際的に著名なアーティストとしてはロイクソップ、バイオスフィア、ベル・カントなどが挙げられる。レーベルBeatservice Recordsが活動しており、こうしたジャンルにとってトロムソが果たしている役割はいまだに大きい。2005年にAIDSについての様々な事柄を国際的協議事項にするために、ネルソン・マンデラ主導で行われた46664コンサートの、6つの開催地のひとつになったことで国際的な注目を集めた。

### 報道
地元の日刊新聞としてトロムス県の地方紙Nordlys（「オーロラ」の意、28,000部）とトロムソ地域紙Bladet Tromsø（10,000部）とがある。クヴェン語とノルウェー語のバイリンガル新聞Ruijan Kaikuがほぼ毎月発行されている。若者向けのフリーペーパーGrus、学生新聞Utropia、大学新聞Tromsøflaketも定期的に刊行されている。

### イベント
1月にはトロムソ国際映画祭と音楽祭Nordlysfestivalenが開催される。また、1月下旬には極夜が明けて太陽が姿を見せるSoldagen（太陽の日）があり、主に子どもたちによって祝われる。毎年2月6日には国際サーミ人の日を記念してトロムソ大学と市庁舎で式典が行われる。2月下旬にはラテンアメリカ文化祭No Siesta Fiestaがあり、映画、ダンス、音楽、美術などの展示や、講演、討論会、出店、サンバパレードなどが行われる。夏にはロックフェスBukta Tromsø Open Air Festivalが、秋にはエレクトロフェスInsomnia Festivalが行われる。ほかにも夏には近郊でKarlsøy festivalやRiddu Riđđu festivalがある。

### 歓楽街
1970年代からバー・パブ・クラブなどが増え営業時間も延びていき、現在では合計2万人を収容できるほどの歓楽街となっている。1万人の学生を抱える学生街であることがその理由とされる。

## スポーツ

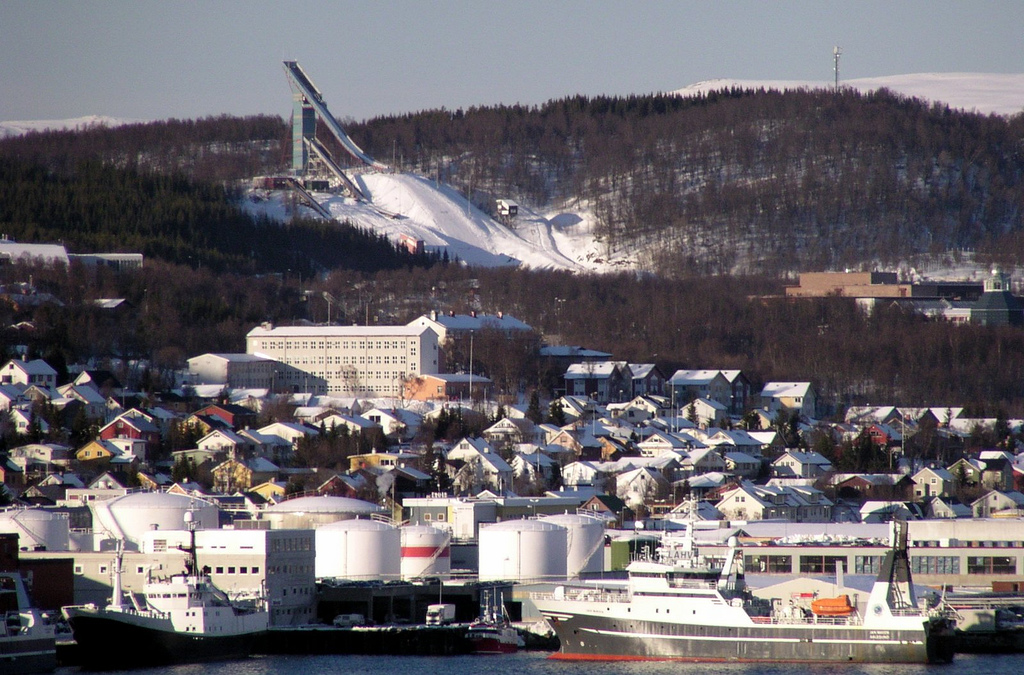
ジャンプ台

トロムソには多くのサッカークラブがあり、なかでもトロムソILはノルウェープロサッカーリーグエリテセリエン加盟チームである。バスケットボールのTromsø Storm、男子バレーのBK Tromsø、女子バレーのTromsø Volleyなども国内一級リーグに所属している。6月にはTromsø Midnight Sun Marathonが、1月にはPolar Night Half marathonが行われる。
Tromsøya島を南北に縦断する照明付きのクロスカントリーコースがあり、大学のそばにはスキーのジャンプ台もある。ノルウェーのオリンピック委員会は2018年冬季オリンピックの候補地としてトロムソを選定していたが、コスト高を理由に誘致を断念した。実現していた場合、北極圏内で開催される初のオリンピックであった。

## 観光

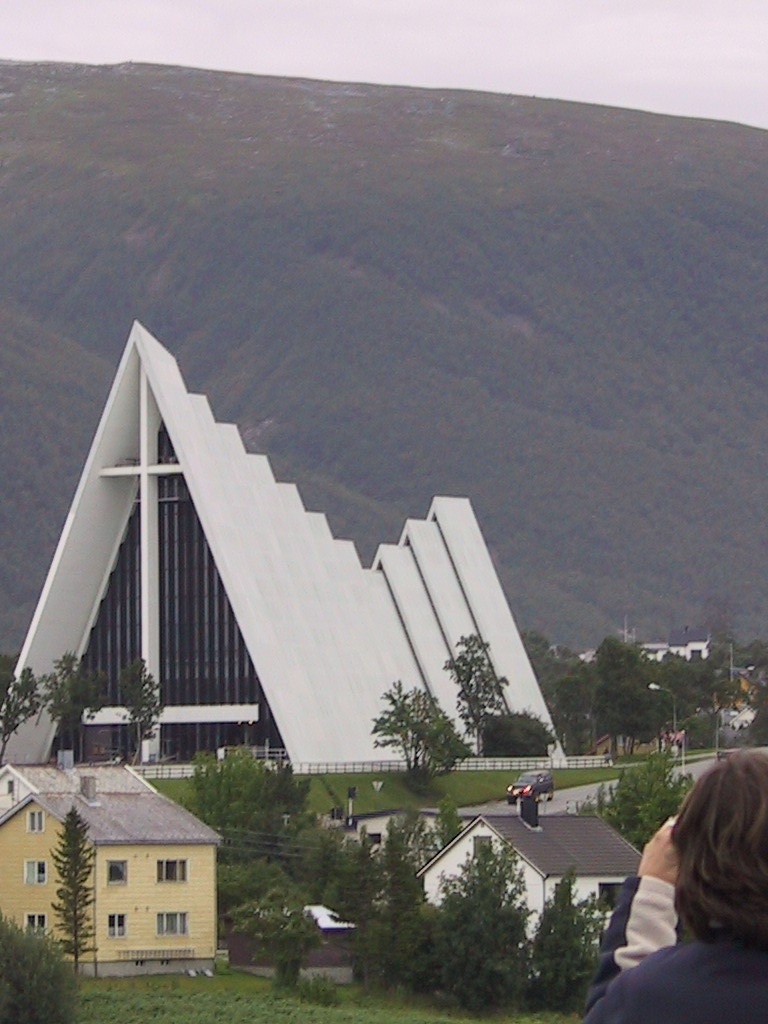
北極教会

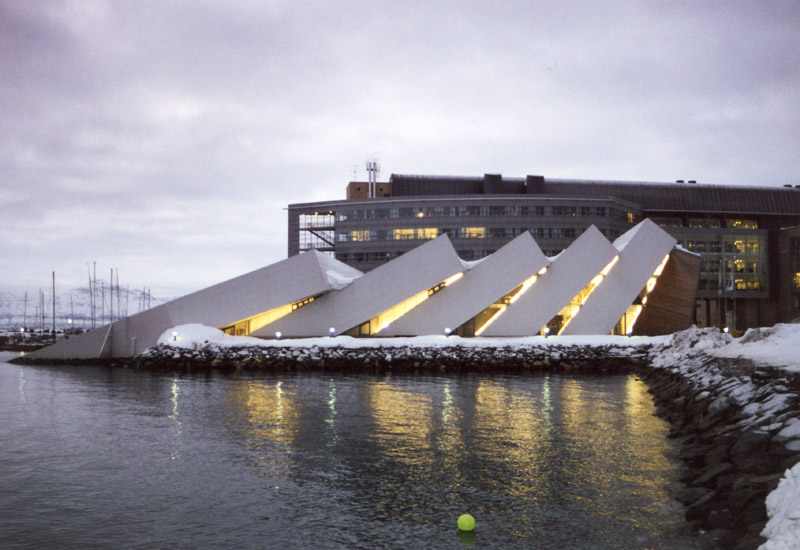
ポーラリア（水族館）

中心市街には近代建築に交じって歴史的な木造建造物が集積しており、トロンハイム以北では最大規模である。古いものでは1789年のものからあるが、1904年にノルウェーの他の都市と同様に木造建築が禁止された。最古のものはSkansenという13世紀の防壁遺構に建造されたものである。1837年から波止場にある北極圏博物館（Polarmuseet）は、北極狩猟や北極探検の拠点としてのトロムソの歴史を展示している。探検家ロアール・アムンセンはトロムソから北極へと飛行して帰らぬ人となっており、彼に関する展示も多い。トロムソ大聖堂は1861年に建てられたノルウェーで唯一木造の大聖堂である。
北極教会（Ishavskatedralen）は、1965年に建築家ヤン・インゲ・ホーヴィ（no:Jan Inge Hovig）の設計によりトロムソ中心部の対岸に建てられたもので、おそらくトロムソで最も名高い名所である。ヨーロッパ最大のキリスト復活を描いたステンドグラスがある。近くにはストールシュタイネン山（標高421m）に登るロープウェイがあり、そこからトロムソや周囲の島々を一望できる。
1998年にできたポーラリア水族館（Polaria）は中心部から少し南へ歩いたところにある。トロムソ博物館は大学附属でノルウェー北部の文化や自然を展示している。ここには世界最北の植物園Arctic-alpine botanic gardenがある。
世界最北の醸造所、プラネタリウムがある。クバレイ島の南部Skavbergには5,000年前の彫刻画遺跡が見つかっている。

## 姉妹都市
- ケミ、フィンランド（1940年）
- ルーレオ、スウェーデン（1950年）
- リングコビング、デンマーク（1950年）
- グリムスビー、イギリス（1961年）
- プネー、インド（1966年）
- アンカレッジ、アメリカ合衆国（1969年）
- ザグレブ、クロアチア（1971年）
- ムルマンスク、ロシア（1972年）
- ケツァルテナンゴ、グアテマラ（1999年）
- ガザ、パレスチナ（2001年）
- ナーディム、ロシア（2008年）

括弧内の年は姉妹都市関係の締結年である。

## トロムソ出身の人物
- レネ・マーリン：歌手
- バイオスフィア（ゲイル・イエンセン）：ミュージシャン
- ベル・カント (バンド)（アンネリ・ドレッカー、ニルス・ヨハンセン）：オルタナティブ・バンド
- ロイクソップ：エレクトロデュオ
- ビャルテ・エンゲン・ビーク：ノルディック複合選手

### ゆかりのある人物
- サモス：ヘヴィメタルミュージシャン（出生はハンメルフェスト）